# Resolutie 100 Veiligheidsraad Verenigde Naties
Resolutie 100 van de Veiligheidsraad van de Verenigde Naties werd op 27 oktober 1953 unaniem aangenomen, en zette het werk van de UNTSO in de gedemilitariseerde zone tussen Israël en de Westelijke Jordaanoever, dat destijds tot Jordanië behoorde, tijdelijk stop.

## Achtergrond
Verschillende wapenstilstanden waren van kracht tussen Israël en diens Arabische buurlanden. Zo ook met Jordanië, waarvan de Westelijke Jordaanoever deel uitmaakte. Schendingen van het staakt-het-vuren waren schering en inslag.
Begin jaren 1950 vonden ernstige gewelddadigheden plaats, het bloedbad in Qibya op de Westelijke Jordaanoever in de nacht van 14 op 15 oktober in het bijzonder. Bij deze Israëlische aanval kwamen toen 42 Palestijnen om.

## Inhoud
De Veiligheidsraad had het rapport van de stafchef van de UNTSO van 23 oktober gezien, en vond het wenselijk om de gestelde vraag te overwegen zonder afbreuk te doen aan de rechten, eisen en positie van de betrokken partijen.
Het werd wenselijk geacht om het werk in de gedemilitariseerde zone dat op 2 september was begonnen te schorsen, terwijl de vraag onderzocht werd. De Veiligheidsraad was tevreden over de verklaring van de Israëlische vertegenwoordiger dat de Israëlische regering het ondernam om dit werk tijdens dat onderzoek te schorsen. De Raad was aangewezen op de stafchef om geïnformeerd te worden over de vervulling van die onderneming.

## Verwante resoluties
- Resolutie 101 Veiligheidsraad Verenigde Naties

Lijst ·  99 ·  100 ·  101 ·  102 ·  103